# Prohardyia macalpinei
Prohardyia macalpinei är en tvåvingeart som beskrevs av Adrian C. Pont 1969. Prohardyia macalpinei ingår i släktet Prohardyia och familjen husflugor. Inga underarter finns listade i Catalogue of Life.